# Rhainopomma usambaricum
Rhainopomma usambaricum är en insektsart som först beskrevs av Willy Adolf Theodor Ramme 1929.  Rhainopomma usambaricum ingår i släktet Rhainopomma och familjen Lentulidae. Inga underarter finns listade i Catalogue of Life.